# Лилея
Лилея (на гръцки: Λιλαία) със старо име до 1920 г. Долно Агоряни или Като Агоряни (на гръцки: Κάτω Αγόριανη) е село по поречието на река Кефисос в ном Фокида, дем Делфи. Франкско владение с крепост по време на франкократията. Намира се в подножието на Парнас до изворите на Кефисос.
В близост до антична фокейска Лилея е имало светилище на Артемида. Лилея е един от деветте фокидски града, участвали в Троянската война според Омир. По време на гръко-персийските войни е разрушен от персите, а после и от древните македонци на Филип II Македонски по време на третата свещена война.